# Ростовцев, Михаил Яковлевич
Михаил Яковлевич Ростовцев  (4 ноября 1832, Санкт-Петербург — 11 мая 1870, Ташкент) — граф (1861), полковник кирасирского полка, флигель-адъютант военного министра, земский деятель.

## Биография
Родился в 1832 году 4 ноября в Санкт-Петербурге. Сын генерал-адъютанта, известного деятеля крестьянской реформы Якова Ивановича Ростовцева. Воспитывался в Пажеском корпусе. Затем окончил курс наук в Михайловском артиллерийском училище.
8 августа 1855 года определен на службу корнетом в лейб-гвардейский Кирасирский Его Величества полк. 19 мая того же года назначен адъютантом военного министра. 23 апреля 1861 года возведен в графское Российской Империи достоинство.
Произведен в полковники. Однако, 5 июня 1862 г. за сношения с Герценом уволен со службы, с повелением считать его уволенным по прошению и с мундиром. Далее по одним источникам значится как либеральный общественный деятель, а по другим служил искусствоведом. Затем снова поступил на службу, с зачислением по армейской кавалерии.
Скончался 11 мая 1870 года в Ташкенте.